# Tratatul de pace de la Adrianopol (1829)

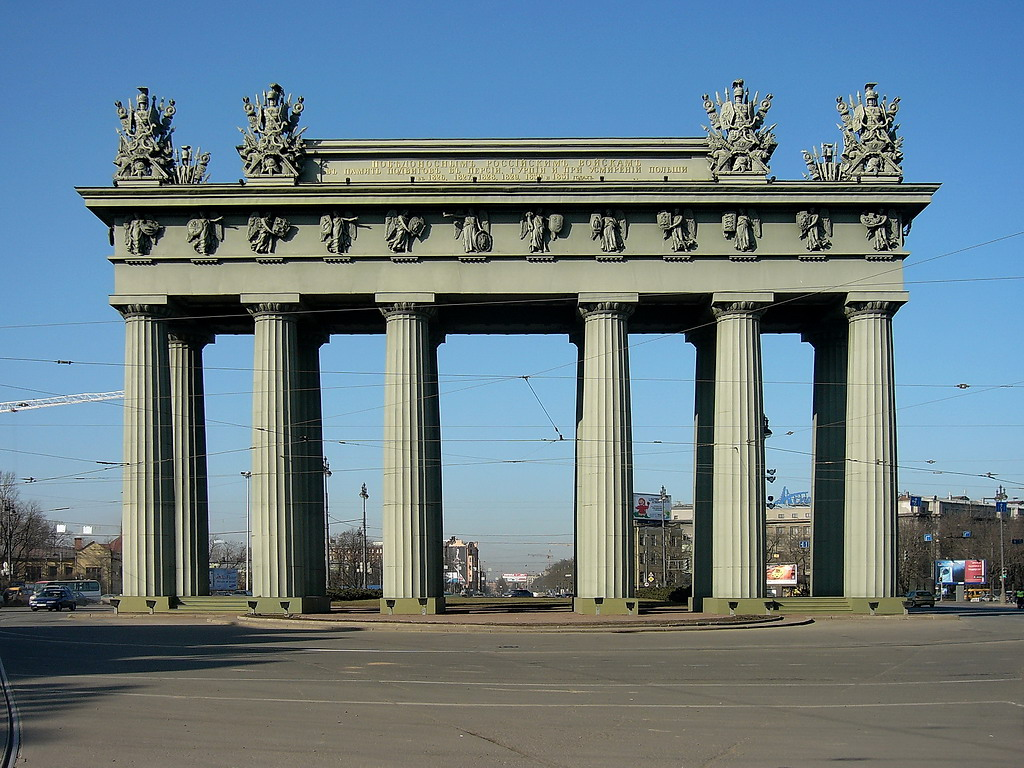
Arcul de triumf de la Moscova, 1834.

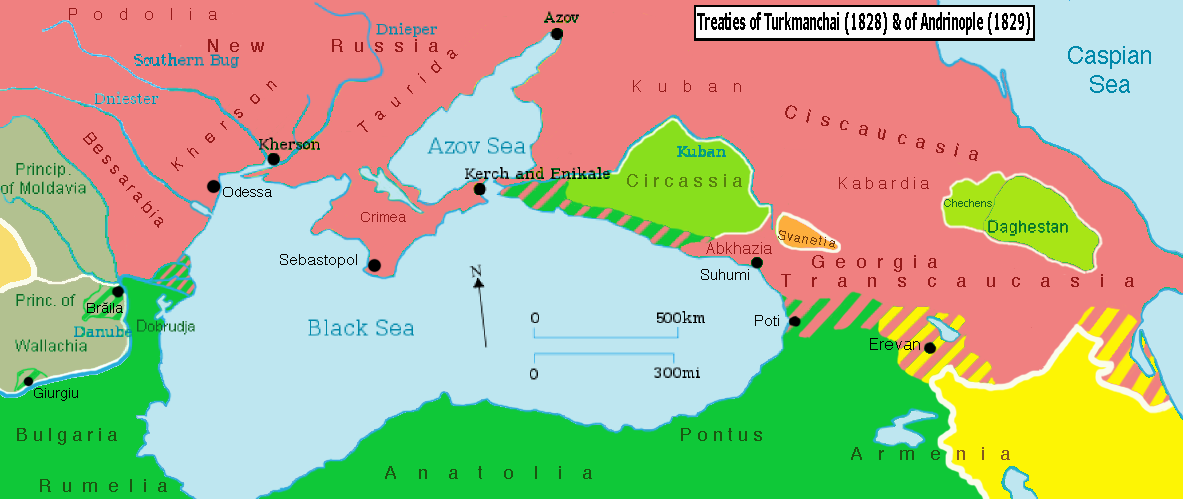
Schimbările teritoriale rezultate în urma tratatului de la Adrianopol.

Tratatul de pace de la  Adrianopol, (numit și Tratatul de la Edirne), a fost finalizat la încheierea războiului ruso-turc din 1828-1829 dintre Imperiul Rus și Imperiul Otoman, fiind semnat pe 14 septembrie 1829 în Adrianopol de Alexei Orlov și Abdul Kadîr-bei.
Imperiul Otoman dădea Rusiei acces la gurile Dunării și fortărețele Akhaltsikhe și Akhalkalaki din Georgia. Sultanul recunoștea stăpânirea Rusiei asupra Georgiei, (cu Imereti, Mingrelia, Guria), și a hanatelor Erevanului și Nahicevanului, care fuseseră cedate țarului de Persia prin Tratatul de la Turkamanciai semnat cu un an mai înainte. 
Tratatul deschidea strâmtorile Dardanele și Bosfor tuturor vaselor comerciale, liberalizând astfel comerțul cu cereale, animale vii și lemn. A fost nevoie să mai treacă însă ceva timp, până la semnarea tratatului de la Hünkâr İskelesi (1833) care să rezolve în sfârșit problema strâmtorilor . Sultanul garanta autonomia Serbiei, promitea autonomie Greciei și permitea Rusiei să ocupe Valahia și Moldova până când Imperiul Otoman reușea să plătească o uriașa despăgubire de război. 
Pentru Principatele Române, tratatul prevedea recunoașterea domniei pe viață a principilor aleși, fixa hotarul dintre Imperiul Otoman și Muntenia pe talvegul Dunării și restituia raialele Brăila, Giurgiu și Turnu Măgurele. Prin acest tratat se consfințea scăderea considerabilă a puterii Sublimei Porți asupra Țărilor Române în favoarea celei țariste.